# Clint Carleton
Clint Carleton, född 2 september 1972 i Kelowna, Kanada, är en kanadensisk stuntman och skådespelare. Carleton är känd som stuntman i filmer såsom Apornas planet: Striden, Watchmen, I, Robot och Godzilla.

## Filmografi (i urval)
- Sagan om de två tornen (2002)
- Sagan om konungens återkomst (2003)
- I, Robot (2004)
- X-Men: The Last Stand (2006)
- 300 (2006)
- Watchmen (2009)
- Godzilla (2014)
- Apornas planet: Striden (2017)